# Profit center
Een profit center is een onderdeel van een organisatie. Het wordt voor rapportagedoeleinden gebruikt om kosten en opbrengsten naast elkaar te zetten. Ook kunnen hierdoor profit centers met elkaar vergeleken worden zodat eventueel best practices geïdentificeerd kunnen worden en overgenomen. Het wordt gebruikt bij de controlling.
Voorbeelden zijn: een winkel, regio, verkooporganisatie.
Profit centers of kostendragers zijn de afdelingen in een onderneming die zowel verantwoordelijk zijn voor de omzetcijfers als voor de gepaarde kosten.